# Nehy
Nehy war ein altägyptischer Beamter unter König (Pharao) Thutmosis III. Er trug die Titel Vizekönig von Kusch und Erster Herold des Königs. Er war deshalb ein sehr einflussreicher Beamter am königlichen Hof.
Nehy begleitete Thutmosis III. in dessen 23. Regierungsjahr auf seinen ersten Syrienfeldzug. Nehy ist gut in Nubien bezeugt. Eine Inschrift von der Insel Sai datiert in das 25. Regierungsjahr des Herrschers. Hier erbaute er auch eine Kapelle und errichtete eine Statue.
In Theben ist Nehy fast nur von Teilen seiner Grabausstattung bekannt. Im Ägyptischen Museum Berlin befindet sich sein Sarkophag aus Kalkstein, der dekoriert und etwa 2,55 m lang ist. Dieses Monument ist insofern von besonderer Bedeutung, als es aus der 18. Dynastie nur wenige Sarkophage von Privatleuten gibt und dies die besondere Position von Nehy belegt. Neben dem Sarkophag gibt es von ihm verschiedene Uschebtis, eine Statue, die auch den Namen von Thutmosis III. trägt und ein Pyramidion. Im Ramesseum fanden sich verschiedene reliefierte Blöcke mit seinem Namen und Titeln und vielleicht von seiner Grabkapelle stammen. Sein Grab ist jedoch bisher nicht lokalisiert worden.

## Die wichtigsten Titel des Nehy
- Königssohn (S3-nswt – Sa-nesut)
- Erster Herold des Königs (Wḥmw-nswt-tpj – Wehemu-nesut-tepi)
- Vorsteher der südlichen Fremdländer (Jmj-r3-ḫ3swt-rsjw(t) – Imi-ra-chasut-resiut)
- Vorsteher der Arbeit (Jmj-r3-k3t – Imi-ra-kat)
- Vorsteher der Doppeltore (Jmj-r3-rwtj – Imi-ra-ruti)